# Pammenes (Thebaner)
Pammenes (altgriechisch Παμμένης Pammḗnes) war ein thebanischer Feldherr im 4. Jahrhundert v. Chr. Er war politisch und freundschaftlich eng mit Epaminondas verbunden, der in seinem zweiten Zug in die Peloponnes Pammenes beauftragte, Sikyon zu besetzen. Im Jahr 368 v. Chr. wurde er zum Schutz der Stadt Megalopolis eingesetzt. Während Philipps II. Aufenthalt als Geisel in Theben in den Jahren 368–365 v. Chr. war er im Elternhaus des mit Philipp etwa gleichaltrigen Pammenes untergebracht. Im Verlauf des Dritten Heiligen Krieges gelang es ihm im Jahr 355 v. Chr., in der Nähe der Stadt Neon den militärischen Anführer der Phoker, Philomelos, vernichtend zu schlagen, der sich daraufhin das Leben nahm. Den Sieg wusste Pammenes nicht zu nutzen. Statt sich Delphi zuzuwenden und den Krieg zu beenden, zog er im Herbst 355 v. Chr. mit 5000 Hopliten nach Kleinasien, um den Satrapen Artabazos II. bei dessen Aufstand gegen den Großkönig Artaxerxes III. zu unterstützen. Auf dem Zug über Makedonien und Thrakien traf er in Maroneia erneut Philipp II. In Kleinasien ließ Artabazos II. aus unbekannten Gründen Pammenes ermorden.